# Cramlington
Cramlington ist eine Stadt im Nordosten von England in dem County von Northumberland, 19 Kilometer (12 english miles) nördlich von Newcastle upon Tyne. Die Stadt zählt rund 39.000 Einwohner (Stand 2004). Der Name der Stadt deutet auf einen dänischen oder angelsächsischen Ursprung hin, da „-ton“ = „die Stadt“ bedeutet.

## Geschichte
Die erste Urkunde von Cramlington stammt aus dem Jahre 1135. Es war bis zum 19. Jahrhundert eine Ackerbürgerstadt, als Kohlenabbau im Jahre 1824 eingeführt wurde. Im Laufe des 20. Jahrhunderts erweiterte sich die Stadt. Heute gibt es viele Wohnsiedlungen, aber keine Kohlenbergwerke mehr. Die Stadt ist heute eine Pendlerstadt für Berufstätige, die in Newcastle upon Tyne arbeiten. Außerdem ist das Umfeld landwirtschaftlich geprägt.
In der Nähe von Cramlington liegt die Landschaftsskultpur Northumberlandia.

## Städtepartnerschaften
Die Partnerstädte von Cramlington sind:
- Solingen (Deutschland)
- Ratingen (Deutschland) (1986–2016)[1][2]
- Gelendschik (Russland)

## Persönlichkeiten
- Ray Pointer (1936–2016), Fußballspieler
- Andy Sinton (* 1966), Fußballspieler und -trainer
- Gary Robson (* 1967), Dartspieler